# Way 2 Sexy
Way 2 Sexy is een nummer van de Canadese rapper Drake uit 2021, in samenwerking met de Amerikaanse rappers Future en Young Thug. Het is de eerste single van Drake's zesde studioalbum Certified Lover Boy.
Het nummer bevat een sample van I'm Too Sexy van Right Said Fred. "Way 2 Sexy" werd in een aantal landen een grote hit, waaronder in Drake's thuisland Canada, waar het de 3e positie haalde. In Nederland had het nummer minder succes; daar bereikte het de 60e positie in de Single Top 100.